# Danh sách di sản văn hóa Tây Ban Nha được quan tâm ở tỉnh Biscay
Danh sách di sản văn hóa Tây Ban Nha được quan tâm ở tỉnh Biscay.

## Các di sản liên quan đến nhiều thành phố
| Tên                                  | Dạng                       | Địa điểm              | Tọa độ                                        | Số hồ sơ tham khảo? | Ngày nhận danh hiệu? | Hình ảnh                                         |
| ------------------------------------ | -------------------------- | --------------------- | --------------------------------------------- | ------------------- | -------------------- | ------------------------------------------------ |
| Đường hành hương Santiago Compostela | Lịch sử và nghệ thuật      | Municipios del Camino |                                               | RI-53-0000035-00017 | 05-09-1962           | El Camino de Santiago por Vizcaya · Upload image |
| Cầu Vizcaya                          | Di tích Transporter bridge | Getxo và Portugalete  | 43°19′23″B 3°01′01″T / 43,323175°B 3,016833°T | RI-51-0005163       | 17-07-1984           | Puente de Vizcaya · Upload image                 |

## Các di sản theo thành phố

### A

#### Abadiño(Abadiño)
| Tên             | Dạng                        | Địa điểm | Tọa độ                                        | Số hồ sơ tham khảo? | Ngày nhận danh hiệu? | Hình ảnh                               |
| --------------- | --------------------------- | -------- | --------------------------------------------- | ------------------- | -------------------- | -------------------------------------- |
| Tháp Muntsaratz | Di tích Kiến trúc phòng thủ | Abadiano | 43°08′41″B 2°36′03″T / 43,144828°B 2,600725°T | RI-51-0005158       | 17-07-1984           | Casa Torre de Muntxaran · Upload image |

### B

#### Bermeo
| Tên                              | Dạng                        | Địa điểm | Tọa độ                                        | Số hồ sơ tham khảo? | Ngày nhận danh hiệu? | Hình ảnh                                              |
| -------------------------------- | --------------------------- | -------- | --------------------------------------------- | ------------------- | -------------------- | ----------------------------------------------------- |
| Nhà thờ Santa María (Bermeo)     | Di tích                     | Bermeo   | 43°25′13″B 2°43′21″T / 43,420374°B 2,722609°T | RI-51-0005149       | 17-07-1984           | Iglesia de Santa María · Upload image                 |
| Tu viện San Francisco (Bermeo)   | Di tích Claustro (convento) | Bermeo   | 43°25′08″B 2°43′30″T / 43,418909°B 2,725115°T | RI-51-0005153       | 17-07-1984           | Claustro del Convento de San Francisco · Upload image |
| Tháp Ercilla (Bảo tàng Pescador) | Di tích                     | Bermeo   | 43°25′13″B 2°43′16″T / 43,420348°B 2,72116°T  | RI-51-0001139       | 27-09-1943           | Torre de Ercilla · Upload image                       |

#### Bilbao
| Tên                                                   | Dạng                 | Địa điểm | Tọa độ                                        | Số hồ sơ tham khảo? | Ngày nhận danh hiệu? | Hình ảnh |
| ----------------------------------------------------- | -------------------- | -------- | --------------------------------------------- | ------------------- | -------------------- | --- |
| Alhóndiga Bilbao                                      | Di tích              | Bilbao   | 43°15′35″B 2°56′13″T / 43,259722°B 2,936944°T | RI-51-0002364       | 22-12-1998           | Alhóndiga Municipal · Upload image                                                                            |
| Church of San Antón                                   | Di tích              | Bilbao   | 43°15′18″B 2°55′24″T / 43,255°B 2,923333°T    | RI-51-0005150       | 17-07-1984           | Iglesia de San Antón (Bilbao) · Upload image                                                                  |
| Quảng trường Nueva                                    | Di tích              | Bilbao   | 43°15′33″B 2°55′22″T / 43,259065°B 2,922686°T | RI-51-0005154       | 17-07-1984           | Plaza Nueva (Bilbao) · Upload image                                                                           |
| Escritorio Mercantil Bilbao                           | Di tích              | Bilbao   | 43°15′32″B 2°55′32″T / 43,259003°B 2,925663°T | RI-51-0005417       | 15-12-1989           | Escritorio Mercantil de Bilbao. Ubicado en la planta 1º del Edificio Nº 4-5 de la Calle Ribera · Upload image |
| Nhà Arróspide                                         | Di tích              | Bilbao   | 43°15′34″B 2°56′26″T / 43,259499°B 2,940501°T | RI-51-0006886       | 23-06-1989           | Casa Arróspide · Upload image                                                                                 |
| Nhà Montero                                           | Di tích              | Bilbao   | 43°15′50″B 2°56′05″T / 43,263935°B 2,934788°T | RI-51-0008306       | 06-07-1993           | Casa Montero · Upload image                                                                                   |
| Lưu trữ lịch sử Provincial (Bilbao)                   | Lưu trữ              | Bilbao   | 43°15′51″B 2°55′49″T / 43,264294°B 2,930195°T | RI-AR-0000053       | 10-11-1997           | Archivo Histórico Provincial (Bilbao) · Upload image                                                          |
| Casco Viejo                                           | Khu phức hợp lịch sử | Bilbao   | 43°15′27″B 2°55′25″T / 43,257549°B 2,923663°T | RI-53-0000144       | 09-11-1972           | Conjunto Histórico Artístico el Casco viejo · Upload image                                                    |
| Nhà thờ chính tòa Bilbao                              | Di tích              | Bilbao   | 43°15′25″B 2°55′26″T / 43,256944°B 2,923889°T | RI-51-0001010       | 03-06-1931           | Iglesia Catedral de Santiago · Upload image                                                                   |
| Bảo tàng Arqueológico, Etnográfico và Histórico Vasco | Di tích              | Bilbao   | 43°15′28″B 2°55′19″T / 43,257778°B 2,921944°T | RI-51-0001423       | 01-03-1962           | Museo Arqueológico y Etnológico (Bilbao) · Upload image                                                       |
| Bilbao Fine Arts Museum                               | Di tích              | Bilbao   | 43°15′55″B 2°56′17″T / 43,265278°B 2,938056°T | RI-51-0001424       | 01-03-1962           | Museo de Bellas Artes (Bilbao) · Upload image                                                                 |
| Nhàs Sota                                             | Di tích              | Bilbao   | 43°15′47″B 2°56′12″T / 43,263134°B 2,93663°T  | RI-51-0004249       | 10-06-1977           | Casas de Sota Situadas en Calle Gran Vía · Upload image                                                       |

### C

#### Ziortza-Bolibar(Ziortza-Bolibar)
| Tên                 | Dạng    | Địa điểm                  | Tọa độ                                       | Số hồ sơ tham khảo? | Ngày nhận danh hiệu? | Hình ảnh                                           |
| ------------------- | ------- | ------------------------- | -------------------------------------------- | ------------------- | -------------------- | -------------------------------------------------- |
| Colegiata Zenarruza | Di tích | Ziortza-Bolibar Cenarruza | 43°14′54″B 2°33′45″T / 43,24836°B 2,562488°T | RI-51-0001214       | 13-08-1948           | Colegiata de Santa María de Cenaría · Upload image |

#### Kortezubi(Kortezubi)
| Tên         | Dạng                                 | Địa điểm          | Tọa độ                                        | Số hồ sơ tham khảo? | Ngày nhận danh hiệu? | Hình ảnh                            |
| ----------- | ------------------------------------ | ----------------- | --------------------------------------------- | ------------------- | -------------------- | ----------------------------------- |
| Santimamiñe | Di tích Art of the Upper Paleolithic | Cortézubi Basondo | 43°20′48″B 2°38′12″T / 43,346667°B 2,636667°T | RI-51-0005165       | 17-07-1984           | Cueva de Santimamiñe · Upload image |

### D

#### Durango, Biscay
| Tên                           | Dạng    | Địa điểm        | Tọa độ                                        | Số hồ sơ tham khảo? | Ngày nhận danh hiệu? | Hình ảnh                                          |
| ----------------------------- | ------- | --------------- | --------------------------------------------- | ------------------- | -------------------- | ------------------------------------------------- |
| Cruz Crutziaga (o Kurutziaga) | Di tích | Durango, Biscay | 43°10′05″B 2°37′45″T / 43,16815°B 2,629269°T  | RI-51-0001245       | 05-02-1954           | La Cruz de Crutziaga · Upload image               |
| Nhà thờ Santa María Uribarri  | Di tích | Durango, Biscay | 43°10′05″B 2°37′53″T / 43,167963°B 2,631298°T | RI-51-0001629       | 03-12-1964           | Iglesia de Santa María de Uribarri · Upload image |

### E

#### Elorrio
| Tên                                        | Dạng                   | Địa điểm                  | Tọa độ                                        | Số hồ sơ tham khảo? | Ngày nhận danh hiệu? | Hình ảnh                                                 |
| ------------------------------------------ | ---------------------- | ------------------------- | --------------------------------------------- | ------------------- | -------------------- | -------------------------------------------------------- |
| Cementerio Arguiñeta (Nghĩa địa Arguiñeta) | Khu khảo cổ Necropolis | Elorrio                   | 43°08′24″B 2°32′09″T / 43,139904°B 2,535971°T | RI-55-0000054       | 03-06-1931           | Cementerio de Arguiñeta · Upload image                   |
| Quần thể Histórico Villa Elorrio           | Khu phức hợp lịch sử   | Elorrio                   | 43°07′50″B 2°32′34″T / 43,130657°B 2,542714°T | RI-53-0000049       | 27-07-1964           | Conjunto Histórico de la Villa de Elorrio · Upload image |
| Cung điện Tola Gaytan                      | Di tích                | Elorrio Calle San Juan 24 | 43°07′46″B 2°32′19″T / 43,129313°B 2,538593°T | RI-51-0004375       | 20-07-1979           | Upload image                                             |
| Cung điện Zearsolo                         | Di tích                | Elorrio                   | 43°07′48″B 2°32′31″T / 43,129949°B 2,541914°T | RI-51-0004436       | 07-11-1980           | Palacio de Zearsolo · Upload image                       |

#### Ermua
| Tên                  | Dạng    | Địa điểm | Tọa độ                                        | Số hồ sơ tham khảo? | Ngày nhận danh hiệu? | Hình ảnh                             |
| -------------------- | ------- | -------- | --------------------------------------------- | ------------------- | -------------------- | ------------------------------------ |
| Cung điện Valdespina | Di tích | Ermua    | 43°11′09″B 2°30′08″T / 43,185941°B 2,502177°T | RI-51-0005159       | 17-07-1984           | Palacio de Valdespina · Upload image |

### G

#### Galdames
| Tên          | Dạng    | Địa điểm | Tọa độ                                        | Số hồ sơ tham khảo? | Ngày nhận danh hiệu? | Hình ảnh     |
| ------------ | ------- | -------- | --------------------------------------------- | ------------------- | -------------------- | ------------ |
| Hang Arenaza | Di tích | Galdames | 43°15′32″B 3°05′58″T / 43,258983°B 3,099508°T | RI-51-0005164       | 17-07-1984           | Upload image |

#### Galdakao
| Tên                             | Dạng                                              | Địa điểm  | Tọa độ                                        | Số hồ sơ tham khảo? | Ngày nhận danh hiệu? | Hình ảnh                                          |
| ------------------------------- | ------------------------------------------------- | --------- | --------------------------------------------- | ------------------- | -------------------- | ------------------------------------------------- |
| Nhà thờ Santa María (Galdácano) | Di tích Kiến trúc tôn giáo Kiểu: Kiến trúc Gothic | Galdácano | 43°14′11″B 2°49′58″T / 43,236387°B 2,832715°T | RI-51-0001012       | 03-06-1931           | Iglesia de Santa María (Galdácano) · Upload image |

#### Güeñes
| Tên                          | Dạng    | Địa điểm | Tọa độ                                        | Số hồ sơ tham khảo? | Ngày nhận danh hiệu? | Hình ảnh                                       |
| ---------------------------- | ------- | -------- | --------------------------------------------- | ------------------- | -------------------- | ---------------------------------------------- |
| Nhà thờ Santa María (Güeñes) | Di tích | Güeñes   | 43°12′47″B 3°05′44″T / 43,213023°B 3,095608°T | RI-51-0005147       | 17-07-1984           | Iglesia de Santa María (Güeñes) · Upload image |

#### Guernica
| Tên                 | Dạng    | Địa điểm           | Tọa độ                                        | Số hồ sơ tham khảo? | Ngày nhận danh hiệu? | Hình ảnh                      |
| ------------------- | ------- | ------------------ | --------------------------------------------- | ------------------- | -------------------- | ----------------------------- |
| Hang Basando        | Di tích | Guernica Cortezubi | 43°20′48″B 2°38′12″T / 43,346667°B 2,636667°T | RI-51-0000273       | 25-04-1924           | Upload image                  |
| Nhà Juntas Guernica | Di tích | Guernica           | 43°18′47″B 2°40′47″T / 43,313139°B 2,679806°T | RI-51-0005155       | 17-07-1984           | Casa de Juntas · Upload image |

### I

#### Ispaster
| Tên                  | Dạng    | Địa điểm | Tọa độ                                        | Số hồ sơ tham khảo? | Ngày nhận danh hiệu? | Hình ảnh                                |
| -------------------- | ------- | -------- | --------------------------------------------- | ------------------- | -------------------- | --------------------------------------- |
| Cung điện Adán Yarza | Di tích | Ispaster | 43°21′27″B 2°30′12″T / 43,357517°B 2,503274°T | RI-51-0005160       | 17-07-1984           | Palacio de Adán de Yarza · Upload image |

### L

#### Lekeitio
| Tên                                                        | Dạng                                       | Địa điểm  | Tọa độ                                        | Số hồ sơ tham khảo? | Ngày nhận danh hiệu? | Hình ảnh                                          |
| ---------------------------------------------------------- | ------------------------------------------ | --------- | --------------------------------------------- | ------------------- | -------------------- | ------------------------------------------------- |
| Vương cung thánh đường Asunción Nuestra Señora (Lequeitio) | Di tích                                    | Lekeitio  | 43°21′48″B 2°30′10″T / 43,363333°B 2,502778°T | RI-51-0001011       | 03-06-1931           | Iglesia de Santa María (Lequeitio) · Upload image |
| Cung điện Uriarte                                          | Di tích Kiểu: Baroque Thời gian: Thế kỷ 17 | Lequeitio | 43°21′45″B 2°30′15″T / 43,362614°B 2,504235°T | RI-51-0005161       | 17-07-1984           | Palacio de Uriarte · Upload image                 |

### M

#### Marquina-Xeméin
| Tên                                   | Dạng    | Địa điểm       | Tọa độ                                        | Số hồ sơ tham khảo? | Ngày nhận danh hiệu? | Hình ảnh                                                |
| ------------------------------------- | ------- | -------------- | --------------------------------------------- | ------------------- | -------------------- | ------------------------------------------------------- |
| Nhà thờ Santa María (Marquina-Jeméin) | Di tích | Markina-Xemein | 43°16′03″B 2°29′35″T / 43,267363°B 2,493018°T | RI-51-0005151       | 17-07-1984           | Iglesia de Santa María (Marquina-Jeméin) · Upload image |
| Cementerio Marquina-Jeméin            | Di tích | Markina-Xemein | 43°16′03″B 2°29′34″T / 43,26762°B 2,492916°T  | RI-51-0005152       | 17-07-1984           | Upload image                                            |

#### Muskiz
| Tên               | Dạng    | Địa điểm | Tọa độ                                        | Số hồ sơ tham khảo? | Ngày nhận danh hiệu? | Hình ảnh                                                     |
| ----------------- | ------- | -------- | --------------------------------------------- | ------------------- | -------------------- | ------------------------------------------------------------ |
| Ferrería Pobal    | Di tích | Muskiz   | 43°17′48″B 3°07′32″T / 43,296788°B 3,125681°T | RI-51-0005162       | 17-07-1984           | Ferrería de El Pobal · Upload image                          |
| Lâu đài Muñatones | Di tích | Muskiz   | 43°19′30″B 3°06′33″T / 43,325123°B 3,109218°T | RI-51-0001165       | 29-09-1944           | Conjunto de Ruínas Castillo, Palacio y Ermita · Upload image |

### O

#### Otxandio(Otxandio)
| Tên              | Dạng                                          | Địa điểm   | Tọa độ                                        | Số hồ sơ tham khảo? | Ngày nhận danh hiệu? | Hình ảnh                         |
| ---------------- | --------------------------------------------- | ---------- | --------------------------------------------- | ------------------- | -------------------- | -------------------------------- |
| Nhà Consistorial | Di tích Kiến trúc dân sự Thời gian: Thế kỷ 18 | Ochandiano | 43°02′26″B 2°39′17″T / 43,040418°B 2,654776°T | RI-51-0001453       | 07-06-1963           | Casa Consistorial · Upload image |

#### Orozko
| Tên            | Dạng    | Địa điểm | Tọa độ                                        | Số hồ sơ tham khảo? | Ngày nhận danh hiệu? | Hình ảnh     |
| -------------- | ------- | -------- | --------------------------------------------- | ------------------- | -------------------- | ------------ |
| Tháp Aranguren | Di tích | Orozco   | 43°05′49″B 2°52′10″T / 43,096888°B 2,869361°T | RI-51-0005157       | 17-07-1984           | Upload image |

### P

#### Portugalete
| Tên                                              | Dạng    | Địa điểm    | Tọa độ                                        | Số hồ sơ tham khảo? | Ngày nhận danh hiệu? | Hình ảnh                                            |
| ------------------------------------------------ | ------- | ----------- | --------------------------------------------- | ------------------- | -------------------- | --------------------------------------------------- |
| Vương cung thánh đường Santa María (Portugalete) | Di tích | Portugalete | 43°19′11″B 3°01′00″T / 43,319722°B 3,016667°T | RI-51-0005148       | 17-07-1984           | Iglesia de Santa María (Portugalete) · Upload image |

### V

#### Valmaseda(Balmaseda)
| Tên                                                  | Dạng                                                                               | Địa điểm  | Tọa độ                                        | Số hồ sơ tham khảo? | Ngày nhận danh hiệu? | Hình ảnh                                                           |
| ---------------------------------------------------- | ---------------------------------------------------------------------------------- | --------- | --------------------------------------------- | ------------------- | -------------------- | ------------------------------------------------------------------ |
| Nhà thờ San Severino                                 | Di tích Kiến trúc tôn giáo Kiểu: Kiến trúc Gothic Thời gian: Thế kỷ 14 o Thế kỷ 15 | Valmaseda | 43°11′46″B 3°11′33″T / 43,196166°B 3,192629°T | RI-51-0005146       | 17-07-1984           | Iglesia de San Severino · Upload image                             |
| Puente Viejo (Puente Muza)                           | Di tích Kiến trúc dân sự Kiểu: Romániço Thời gian: Thế kỷ 13                       | Valmaseda | 43°11′34″B 3°11′43″T / 43,192717°B 3,195339°T | RI-51-0005156       | 17-07-1984           | Puente Viejo · Upload image                                        |
| Fábrica de Boinas La Encartada (La Encartada Museoa) | Di tích Kiến trúc công nghiệp Kiểu: Arquitectura industrial Thời gian: Thế kỷ 19   | Valmaseda |                                               | RI-51-              | 14-04-2002           | Fábrica de Boinas La Encartada(La Encartada Museoa) · Upload image |